# Gyrodinium
Gyrodinium ist eine Gattung von Dinoflagellaten, die zur Ordnung Gymnodiniales in der Klasse der Dinophyceae gehört.
Die Gattung ist kosmopolitisch (weltweit verbreitet).

## Beschreibung
Die Arten der Gattung Gyrodinium sind kleine bis große (5–200 µm) ungepanzerte, freilebende Einzeller. Sie sind überwiegend motil (beweglich) dank ihrer gut entwickelten Quer- und Längsgeißeln (Flagellen), bilden aber manchmal temporär Zysten (Ruhestadien).
Die Zellen sind kugelförmig bis fusiform (spindel- oder zitronenförmig).
Sie sind oft dorsiventral (auf der Bauch- und Rückseite), seltener seitlich zusammengedrückt.
Die für Dinoflagellaten typischen Merkmale Cingulum (Querfurche) und Sulcus (Längsfurche) sind ebenso wie die Geißeln gut entwickelt.
Das Cingulum ist um mindestens 20 % der gesamten Körperlänge versetzt (im Gegensatz zur verwandten Gattung Gymnodinium, wo diese Versetzung geringer ausfällt).
Wenn die Zelle überhaupt eine Torsion (Verdrehung) aufweist, dann hat das Cingulum eine bis eineinhalb Windungen (im Unterschied zur Gattung Cochlodinium, wo die Torsion größer ausfällt).
Wie bei allen Dinoflagellaten ohne Panzerung (Theka), werden die beiden durch das Cingulum separierten Teile der Zelle Epicon (Anterior, Vorderteil) und Hypocon (Posterior, Hinterteil) genannt.
Der Sulcus ist auf das Hypocon beschränkt, kann aber bis zur Epicon reichen.
Die äußere Region des Zellvolumens (Amphiesma) erscheint weich bis starr, glatt oder mit auffälligen Schlieren.
Der Zellkern (Dinokaryon) ist bei einigen Arten von einem lichtmikroskopisch sichtbaren perinukleären Blatt (englisch perinuclear  sheet, Kernhülle) umgeben.
Chloroplasten können fehlen oder vorhanden sein; bei einigen Arten haben die Chloroplasten eine für Prymnesiophyten typische Pigmentierung, bei der das sonst übliche Dinoflagellatenpigment Peridinin (ein Xanthophyll-Carotinoid) fehlt; Pigmente anderer Arten mit ungewöhnlicher Chloroplastenfarbe wurden bisher icht analysiert.
Einige Arten haben einen Augenfleck (Stigma).
Das Zytoplasma selbst ist entweder farblos, kann aber auch in verschiedenen Farben erscheinen.
Die Ernährung ist (je nach dem Vorhandensein von Chloroplasten) phototroph (Assimilation durch Photosynthese), phagotroph („fressend“ durch Absorption von gelöstem organischem Material) oder mixotroph (Mischform).
Einige Arten bilden temporäre Zysten, indem sie hyaline (transparente) Blätter (en. sheets) absondern, und können dann mit kokkoiden Dinoflagellaten verwechselt werden.
Die vegetative Vermehrung durch binäre Spaltung, bei einigen Arten ist aber auch eine Geschlechtliche Fortpflanzung einschließlich der Bildung von Hypnozygoten (Zygoten, die als Ruhezysten fungieren) bekannt.
Das Vorkommen ist kosmopolitisch (weltweit) in Meeres-, Brack- und Süßwasser; einige Arten leben auch im Schnee und Eis.
Mehrere Arten können bilden große Algenblüten bilden.

## Systematik
Als Kofoid und Swezy die Gattung Gyrodinium in ihrer Beschreibung 1921 von der Gattung Gymnodinium abgrenzten, war das Hauptkriterium, dass der Gürtel (englisch girdle) um mehr als ein Fünftel der Körperlänge verschoben ist (s. o.).
Die Höhe Schwellenwert ist daher willkürlich und macht die eindeutige Identifizierung von Mitgliedern dieser Gattung problematisch, denn die Form der Einzeller kann sich unter dem Mikroskop und bei der Fixierung häufig ändern, beispielsweise kann die Form kann auch durch Veränderungen des Salzgehalts beeinflusst werden.
Es ist daher schwierig, diese Gattung von Gymnodinium zu unterscheiden.
Bursa hat 1962 gezeigt, dass die Zellen der als Gyrodinium californicum Bursa beschriebene Art sich teilen und zwei Tochterzellen hervorbringen, von denen eine Gyrodinium und die andere Gymnodinium ähnelt.
Kimball und Wood arbeiteten 1962 mit einem Organismus, der als Gymnodinium mirabile Penard identifiziert wurde. Sie stellten dabei verschiedene Formen (Stadien) fest, die Gymnodinium fissum (Levander) Kof. & Swezt oder aber Gyrodinium nelsoni Martin in Kultur ähneln.
Braarud und Heimdal stellten 1970 fest, dass als Gyrodinium aureolum identifizierte Zellen bei der Konservierung und bei ständiger Dunkelheit Gymnodinium-ähnlich werden.
Schließlich gehört nach Daugberg et al. (2000) Gymnodinium aureum Kofoid & Swezy zu Gyrodinium, und der Name wurde von ihnen entsprechend abgeändert (s. u.).
Die folgende Artenliste gibt lediglich eine Auswahl von ca. 50 beschriebenen Spezies dar, die in den gängigen Datenbanken (GBIF, AlgaeBase, WoRMS und dem NCBI Taxonomy Browser) übereinstimmend als „bestätigt“ gelistet sind. Die Klassifizierung erfolgt entweder zusammen mit Gymnodinium in die gemeinsame Familie Gymnodiniaceae oder in eine eigene Familie Gyrodiniaceae:
Familie:
- GBIF, NCBI, WoRMS: Gymnodiniaceae Lankester 1885
- AlgaeBase: Gyrodiniaceae Moestrup & Calado 2018

Gattung: Gyrodinium Kofoid & Swezy 1921. Spezies (Auswahl):
- Gyrodinium aciculatum G.Hansen & J.Larsen 1992
- Gyrodinium ascendans Kofoid 1931
- Gyrodinium aureum (W.Conrad) J.Schiller 1928/1933
- Gyrodinium corallinum Kofoid & Swezy 1921
- Gyrodinium dominans Hulbert 1957 mit Schreibvariante Hulburt 1957
- Gyrodinium fusiforme Kofoid & Swezy 1921
- Gyrodinium heterogrammum J.Larsen 1996 (nicht bei GBIF)
- Gyrodinium lebouriae E.C.Herdman 1924 mit Schreibvariante G. lebourae Lebour 1925
- Gyrodinium moestrupii E.Y.Yoon, N.S.Kang & H.J.Jeong 2011 (nicht bei GBIF)
- Gyrodinium ochraceum Kofoid & Swezy 1921
- Gyrodinium rubrum (Kofoid & Swezy) Y.Takano & T.Horiguichi 2004 (nicht bei GBIF)
- Gyrodinium spirale (Bergh) Kofoid & Swezy 1921 – Typusspezies
- Gyrodinium viridescens Kofoid & Swezy 1921 (nicht bei GBIF)